# 블라헤르네
블라헤르네(그리스어: Βλαχέρναι)는 동로마 제국의 수도 콘스탄티노폴리스의 북서쪽에 있는 교외 지역이었다. 이곳은 수원지이며 수많은 저명한 교회가 그곳에 세워졌다. 특히 풀케리아 황후가 지은 블라헤르네의 성 마리아 교회가 가장 유명하다. 450년 레오 1세에 의해 확장되었고 6세기 유스티니아누스 1세에 의해 개축되었다.

## 동로마 제국 시대
5세기 초 노티티아 우르비스 콘스탄티노폴리타네(Notitia Urbis Constantinopolitanae)에서 지역 XIV이며, 자체 벽으로 둘러싸인 것으로 기록되어 있다. 테오도시우스 성벽 건설 당시 도시와 연결되어 있었지만 블라헤르네의 성 마리아 교회는 627년 이라클리오스 황제가 성벽을 둘러싸기 위해 다른 성벽을 지을 때까지 성벽 바깥에 남아 있었다. 교회는 도시의 중요한 성모 마리아의 성지가 되었고 황제의 거주지가 근처에 있었기 때문에 콘스탄티노폴리스에서 하기아 소피아('Αγία Σοφία) 다음으로 두 번째로 중요한 교회가 되었다. 또한 1347년에는 성 마리아 교회에서 요한네스 6세가 대관식을 치렀다.
교회의 남쪽과 도시의 일곱 번째 언덕에 위치한 블라헤르네 궁전은 콤니노스 왕조에서 이곳은 도시의 동쪽 끝에 위치한 콘스탄티노폴리스 대궁전보다 가장 좋아하는 황실의 거주지가 되었다. 4차 십자군 이후 라틴 제국은 부콜레온 궁전으로 거처를 옮겼지만, 복원된 동로마 제국의 팔라이올로고스 왕조는 다시 블라헤르네 궁전을 황실의 거처로 사용했다. 포르피로게니투스 궁전은 여러 건물들로 이루어진 복합 건물들 중 가장 많이 남아 있는 건물이다.
1453년 콘스탄티노폴리스가 오스만 제국에게 함락된 이후, 오스만 술탄의 거주지는 비잔티움의 고대 아크로폴리스가 있던 자리에 있는 톱카프 궁전으로 옮겼다.

## 오늘날
이 유서깊은 블라헤르네 지역은 아이반사라이(Ayvansaray)로 알려진 지금의 이스탄불에 있다.
테오토코스 마리아와 관련된 신성한 샘은 오늘날까지도 여전히 방문할 수 있다. 튀르키예어로는 아야즈마(Ayazma)라고 하며, 그리스어로는 하기아스마 (ἁγίασμα) 즉, "거룩한 물"을 뜻한다.

## 사진

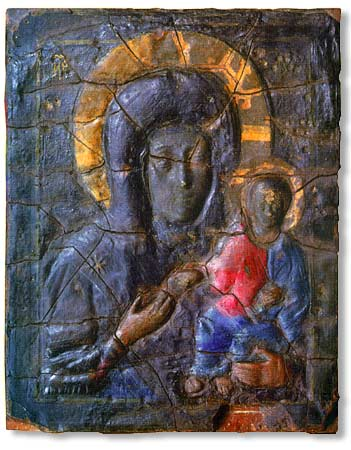
블라헤르네 교회의 테오토코스의 이콘.
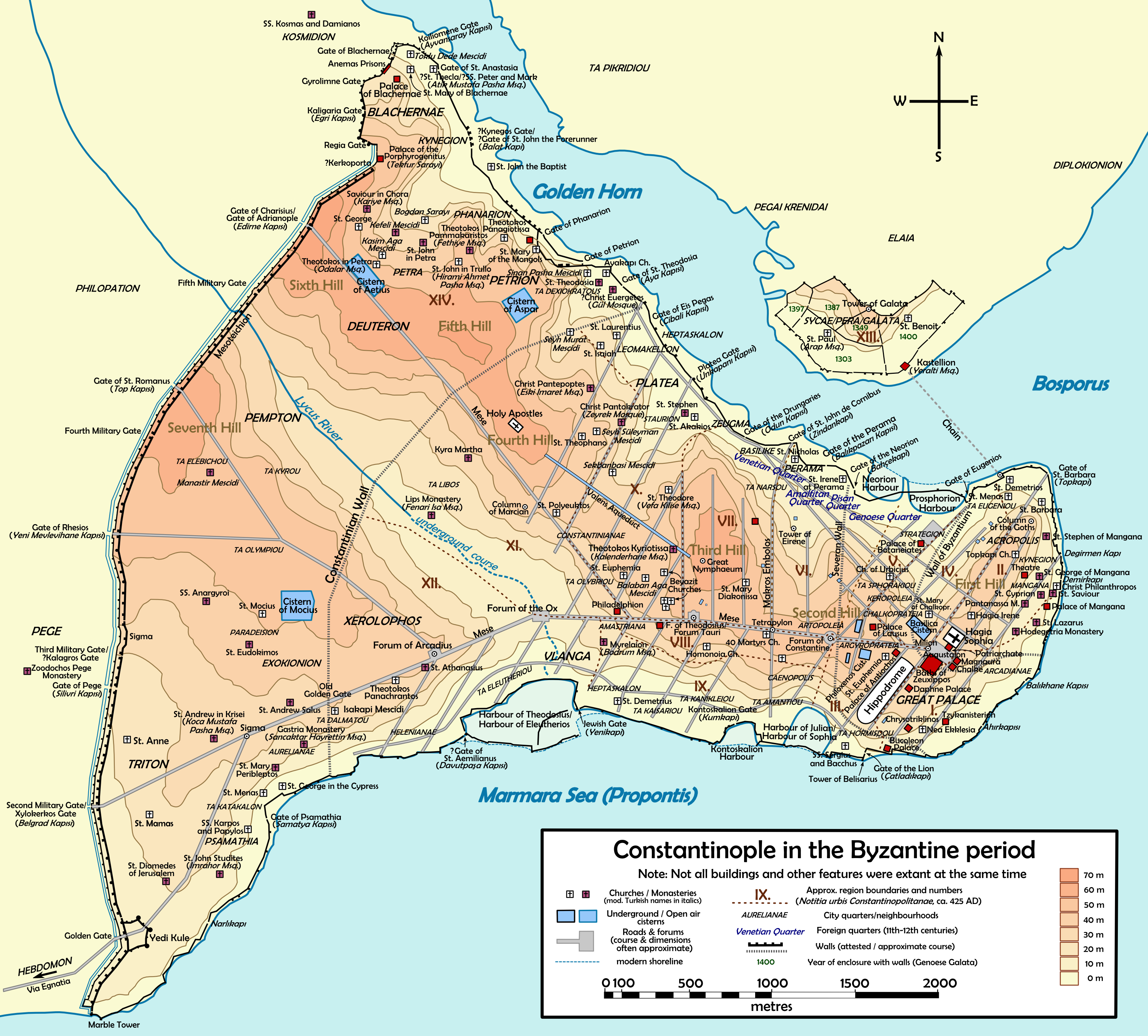
동로마 제국 시대 콘스탄티노폴리스.
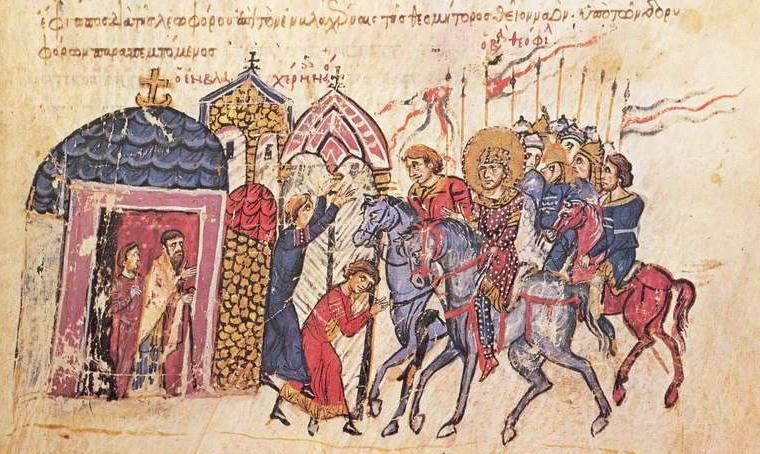
동로마 제국의 황제 테오필로스가 말을 타고 콘스탄티노폴리스 교외에 있는 성 마리아 교회를 방문하는 모습.

## 같이 보기
- 아틱 무스타파 파샤 모스크
- 블라케르니티사
- 블라헤르네 궁전
- 블라헤르네의 성 마리아 교회

## 추가 자료
- Gherghel, Ilie (1920). 《Cateva consideratiuni la cuprinsul notiunii cuvantului "Vlach"》 (루마니아어). Bucuresti: Convorbiri Literare.